# Aneflomorpha parkeri
Aneflomorpha parkeri är en skalbaggsart som beskrevs av Knull 1928. Aneflomorpha parkeri ingår i släktet Aneflomorpha och familjen långhorningar. Inga underarter finns listade i Catalogue of Life.